# Cecilia Venier
Cecilia Venier, död 1543, var regerande dam av herredömet Paros i den grekiska övärlden 1530–1537. 
Cecilia var dotter till Fiorenza Sommaripa, regerande dam av Paros, och Zuan Francesco Venier. Hon gifte sig med venetianaren Bernado Sagredo. 
Hennes bror efterträdde hennes mor som regerande herre av Paros 1518, men avled barnlös 1530, vilket utlöste en tronföljdskris, där både Cecilia, Crusino III Sommaripa och Johan IV Crispo gjorde anspråk på Paros. Venedig administrerade ön fram till att en domstol år 1535 avgjorde frågan till Cecilias fördel och överlät ön på henne och hennes make, som installerades som samregenter. 
Efter fördraget mellan Osmanska riket och Frankrike inlemmade osmanerna de flesta grekiska stater i Osmanska riket. Paros erövrades av den osmanska flottan under Hayreddin Barbarossa 1537. Cecilia och Bernado Sagredo belägrades i fortet i Kephalos, där Sagredo skötte försvaret med hjälp av en florentisk fredlös innan de efter flera dagars belägring tvingades kapitulera på grund av bristande krutförråd. 
Den osmanska erövringen av Paros ledde till övergrepp på befolkningen, där äldre män avrättades, yngre män fördes som slavar till galärerna och yngre kvinnor till harem. Bernado Sagredo togs tillfånga men frigavs slutligen efter flera års fångenskap. Cecilia Venier själv fick dock enligt kapitulationsavtalet tillstånd att evekuera till Venedig, vilket hon också gjorde. 